# Чиста поточна вартість
У фінансах, чиста поточна/приведена вартість (англ. net present value, NPV) визначається як сума приведених вартостей (PV) вхідних і вихідних платежів (витрат та доходів) пов'язаних з інвестицією чи проєктом протягом усього часу тривання. Зміна вартості грошей у часі означає, що чиста поточна вартість залежить не тільки від величини витрат та доходів, але й від часу, в який ці платежі відбуваються, та процентної ставки за допомогою якої платежі дисконтуються. Часто цим терміном також описують відповідний метод оцінки інвестицій, який, згідно з міжнародними стандартами бізнес-планування, є одним із основних показників економічної ефективності інвестиційних проєктів.
Чиста поточна вартість обчислюється за формулою:
{\displaystyle \mathrm {NPV} =\sum _{t=0}^{n}{\frac {S_{t}}{(1+i)^{t}}}}
де
{\displaystyle S_{t}} — чистий грошовий потік у період {\displaystyle t}, тобто сума всіх доходів мінус сума всіх витрат за цей період,
{\displaystyle i} — процентна ставка дисконтування для одного періоду (зазвичай року). Залежно від ситуації це може бути норма прибутку для інвестицій з подібним ступенем ризику, середньозважена вартість капіталу або альтернативна вартість капіталу.
{\displaystyle n} — номер останнього досліджуваного періоду (горизонт інвестиції).
У випадку дослідження інвестицій, які вимагають лише початкових витрат, а в наступні періоди досягаються доходи, формула часто записується у вигляді:
{\displaystyle \mathrm {NPV} =\sum _{t=1}^{n}{\frac {S_{t}}{(1+i)^{t}}}-I_{0}}
де
{\displaystyle S_{t}} — дохід за період {\displaystyle t},
{\displaystyle I_{0}} — величина початкових витрат.
Одиницею вимірювання чистої поточної вартості є грошова одиниця початкового періоду інвестиції.
Інтерпретація величини чистої поточної вартості залежить від цілей інвестиційного аналізу та обраної ставки дисконтування. Наприклад, якщо дисконтування відбувається при використанні норми прибутку для інвестицій з подібним ступенем ризику, то
- {\displaystyle \mathrm {NPV} >0} означає, що досліджувана інвестиція обіцяє прибутки вище середніх,
- при {\displaystyle \mathrm {NPV} <0} ці прибутки будуть нижчими за середні.
- при {\displaystyle \mathrm {NPV} =0} досліджувана інвестиція не відрізняється від пересічної.

Якщо ж дисконтування відбувається при використанні середньозваженої (чи граничної) вартості капіталу, то {\displaystyle \mathrm {NPV} } показує приведену вартість очікуваного прибутку (або збитків, якщо від'ємне) від цієї інвестиції.

## Приклад
|  | 60   | 60 | 60 | 60 |  |
|  | ↑    | ↑  | ↑  | ↑  |  |
|  | —    | —  | —  | —  |  |
|  | ↓    |    |    |    |  |
|  | -170 |    |    |    |  |

Початкові витрати на запуск нової продукційної лінії складають 170 тисяч грошових одиниць (г.о.), горизонт інвестиції — 4 роки, причому чистий грошовий потік (доходи мінус витрати) щороку становитиме 60 тисяч г.о. При ставці дисконтування 10 %
{\displaystyle \mathrm {NPV} =-170+{\frac {60}{(1+0{,}1)}}+{\frac {60}{(1+0{,}1)^{2}}}+{\frac {60}{(1+0{,}1)^{3}}}+{\frac {60}{(1+0{,}1)^{4}}}=}
{\displaystyle \qquad =-170+54{,}545+49{,}587+45{,}079+40{,}981=20{,}192} тисяч г.о.
При ставці дисконтування 20 %
{\displaystyle \mathrm {NPV} =-170+{\frac {60}{(1+0{,}2)}}+{\frac {60}{(1+0{,}2)^{2}}}+{\frac {60}{(1+0{,}2)^{3}}}+{\frac {60}{(1+0{,}2)^{4}}}=}
{\displaystyle \qquad =-170+50+41{,}667+34{,}722+28{,}935=-14{,}676} тисяч г.о.
Отже, якщо вартість капіталу під цю інвестицію складає 10 %, то інвестиція є прибутковою, а при вартості капіталу 20 % — збитковою.